# Moj je otac bio u ratu
»Moj je otac bio u ratu« je skladba in drugi single skupine Prljavo kazalište, ki je izšel leta 1979. »Moj je otac bio u ratu« sta napisala Zoran Cvetković in Jasenko Houra, ki je napisal in odpel skladbo z b-strani, »Noć«. Producent plošče je bil Ivan Stančić, naslovnica pa je delo znanega hrvaškega grafika Mirka Ilića. Single je izšel malo pred izidom prvega albuma skupine, Prljavo kazalište.
Skladba »Moj je otac bio u ratu« ni izšla na prvem albumu skupine Prljavo kazalište, ampak je prvič izšla na kompilacijskem albumu Novi punk val, leta 1981. Zatem je bila pozabljena vse do leta 2001, ko je bila uvrščena na kompilacijo Sve je lako kad si mlad '77-'99. Skladba »Noć« je izšla tudi na prvem albumu skupine.

## Seznam skladb
A stran
1. »Moj je otac bio u ratu«

B stran
1. »Noć«